# Mary GrandPré

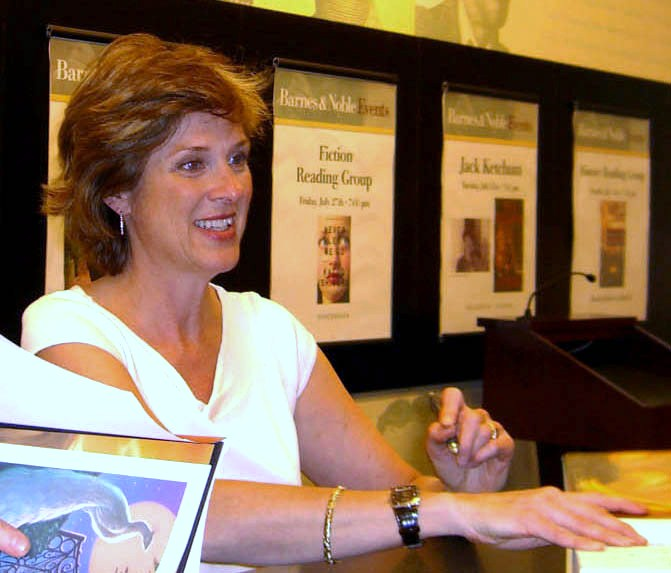
Mary GrandPré podpisuje Insygnia Śmierci, księgarnia Barnes & Noble, Lincoln Square, Manhattan, 21 lipca 2007

Mary GrandPré (ur. w 1954 w Aberdeen w Dakocie Południowej) – amerykańska ilustratorka, szczególnie znana ze zilustrowania amerykańskiej wersji Harry’ego Pottera, opublikowanej przez wydawnictwo Scholastic. Obecnie mieszka w Sarasota na Florydzie razem z mężem Tomem Casmerem.

## Życiorys
Mimo że urodziła się w Dakocie Południowej, większość życia spędziła w Minnesocie. Swoją przygodę z rysowaniem rozpoczęła w wieku pięciu lat, zaczynając od malowania obrazków z Myszką Miki. W wieku około dziesięciu lat brała przykład z prac Salvadora Dalego, eksperymentowała tak jak on z malowaniem olejami rozciągniętych przedmiotów. Przed ukończeniem studiów poświęcała czas na przerysowywanie czarno-białych ilustracji z encyklopedii. Po skończeniu The Minneapolis College of Art and Design przez pewien czas pracowała jako kelnerka.

## Kariera
Przez te lata rozwijała swój własny styl rysowania pastelami, który nazywa „miękką geometrią”. Gdy jej prace zostały w końcu zauważone, zlecenia posypały się lawinowo. Tworzyła reklamy i obrazy do takich magazynów jak The New Yorker, Atlantic Monthly i The Wall Street Journal. Współpracowała z takimi organizacjami jak: Ogilvy & Mather, BBD&O, Whittle Communications, The Richards Group, Neenah Paper, Atlantic Monthly Magazine, Random House, Berkley, Penguin, Dell and McGraw Hill Publisher. Została zatrudniona jako ilustrator przy tworzeniu filmu „Mrówka Z”. Uczyła razem ze swoim mężem na the Ringling School of Art and Design. Jej praca ukazała się na okładce prestiżowego tygodnika Time. Uhonorowano ją nagrodą The Society of Illustrators i zaprezentowano w Communications Arts, Graphis, Print and Art Direction. Wybrano jej pracę na okładkę Showcase 16 spośród tysiąca innych ilustratorów. GrandPré została opisana w książce How Jane Won (Crown,2001) opisującą pięćdziesiąt kobiet, które odniosły sukces w życiu zawodowym i prywatnym. Wykonała ilustracje do takich książek jak: Pockets, Chin Yu Min and the Ginger Cat, Vegetables Go to Bed, The Thread of Life, Swing Around the Sun, The Sea Chest, Sweep Dreams, Plum, Henry and Pawl and the Round Yellow Ball, The House of Whisdom, Aunt Clairer's Yellow Beehive Hair, Batwings and the Curtain of Night, A Creepy Company, Lucia and the Light, Return to Gone-Away, Kaspian Lost, Gone Away Lake, In The Land of Winter, Tales from Shakespeare.

## Mary i Harry
Jej praca nad Harrym Potterem rozpoczęła się od pierwszego tomu – Kamienia Filozoficznego, jest autorką wszystkich okładek książek, rysunków rozpoczynających rozdziały, ilustracji do wydań deluxe HP w wydawnictwie Scholastic. Sceny z Harry’ego Pottera nie tylko można znaleźć między stronami książki, ale również powiesić na ścianie w formie kalendarza lub jednego z obrazów z limitowanej edycji. GrandPré przed podjęciem decyzji o współpracy ze Scholastic przeczytała gruntownie książkę, by sprawdzić czy jej treść zgodna jest z jej wrażliwością artystyczną. Z samą J.K. Rowling GrandPré spotkała się tylko raz i w żaden sposób nie kontaktuje się z nią w czasie tworzenia prac.

## Działalność charytatywna
W 2006 roku GrandPré tworzy prace mające na celu wspomóc The Wellness Community of Southwest Florida, organizację wspierającą osoby chore na raka. Ofiarowała również swoje prace i książki lokalnej organizacji charytatywnej Habitat for Humanity.

### Ilustratorka

#### Seria książek o Harrym Potterze
- Harry Potter and the Sorcerer’s Stone, J.K. Rowling (Scholastic, 1998)
- Harry Potter and the Chamber of Secrets, J.K. Rowling (Scholastic, 1999)
- Harry Potter and the Prisoner of Azkaban, J.K. Rowling (Scholastic, 1999)
- Harry Potter and the Goblet of Fire, J.K. Rowling (Scholastic, 2000)
- Harry Potter and the Order of the Phoenix, J.K. Rowling, (Scholastic, 2003)
- Harry Potter and the Half-Blood Prince, J.K. Rowling (Scholastic, 2005)
- The box of the special edition of Quidditch and Fantastic Beasts (Scholastic, 2005)
- Harry Potter and the Deathly Hallows, J.K. Rowling (Scholastic, 2007)
- The Tales of Beedle the Bard, by J.K. Rowling (Scholastic, 2008)

#### Poezja
- Swing Around the Sun, Barbara Juster Esbensen (the Fall season; Lerner Publishing Group, 2002)
- Plum, Tony Mitton (Scholastic, 2003)

#### Bajki
- The Vegetables Go to Bed, Christopher L. King (Crown 1994)
- Chin Yu Min and the Ginger Cat, Jennifer Armstrong (Dragonfly Books, 1996)
- Pockets, Jennifer Armstrong (Knopf Books for Young Readers, 1998)
- The Sea Chest, Toni Buzzeo (Dial, 2002)
- The Thread of Life: Twelve Old Italian Tales , Domenico Vittorini (Running Press Kids; New Ed edition, 2003)
- Sweep Dreams, Nancy Willard (Little, Brown Young Readers, 2005)
- Lucia and the Light, by Phyllis Root (Candlewick Press, 2006)
- Aunt Claire's Yellow Beehive Hair, Deborah Blumenthal (Pelican, 2007)
- Tickety Tock, Jason Robert Brown (HarperCollins, 2008)
- The Blue Shoe: A Tale of Thievery, Villainy, Sorcery, and Shoe, Roderick Townley (Knopf Books for Young Readers, 2009)
- Nancy and Plum, Betty MacDonald (Knopf Books for Young Readers, 2010)
- The Carnival of the Animals, Jack Prelutsky (Knopf Books for Young Readers, 2010)
- How the Leopard Got His Claws, Chinua Achebe (Candlewick, 2011)
- Flight of the Last Dragon, Robert Burleigh (Philomel, 2012)

#### Powieści
- Bound by Love - The journey of Lily Nie and thousands of China's forsaken children, Linda Droeger (Chinese Children Charities Publishing, 2010)

### Autorka i ilustratorka
- Starting School with an Enemy, Mary GrandPré, Elisa Carbone, Tim Barnes (Yearling, 1999)
- Henry and Pawl and the Round Yellow Ball, we współpracy z jej mężem, Tom Casmer (Dial, 2005)
- Find the Fish (Highlights My First Hidden Pictures), (Highlights for Children, 2011)